# Ужи амбијент са чесмом Љубе Дидића
Ужи амбијент са чесмом Љубе Дидића је проглашен непокретним културним добром Републике Србије. Налази се у Сокобањи, под заштитом је Завода за заштиту споменика културе Ниш.

## Историја
Амбијент са простором на коме је лоцирана чесма Љубе Дидића обухвата део раскрснице улица Драговићеве, Хајдук Вељкове и Врелске, у склопу средишњег урбаног језгра Сокобање који има претежно стамбени карактер. Чесма је подигнута 1926. године и посвећена је борцу за народна права и слободу Тимочке буне који је осуђен од преког суда у Зајечару и на смрт стрељан на Краљевици 7. новембра 1883. године Љуби Дидићу. Чесма се налази на теренској узвишици према Озренском путу, односно Лептерији. У централни регистар је уписан 17. фебруара 1988. под бројем СК 766, а у регистар Завода за заштиту споменика културе Ниш 21. децембра 1987. под бројем СК 199.